# Artawazdes I
Artawazdes I, Artawazd I (orm. Արտավազդ Ա) – król Armenii w latach 160 p.n.e.-115 p.n.e. z dynastii Artaksydów. Syn Artaksesa I i królowej Satenik.
Z powodzeniem odparł kilka najazdów króla partyjskiego Mitrydatesa, jednak został zmuszony do zawarcia rozejmu i oddania syna Tigranesa jako zakładnika i gwaranta pokoju. Armenia utraciła też wschodnie prowincje na rzecz Partii.
Według średniowiecznego gruzińskiego rocznika Artawazdes I mógł być tym ormiańskim królem, który zajął Iberię kaukaską i zapoczątkował gruzińską linię Artaksydów.